# Barbastre
Barbastre (en aragonès Balbastro i en castellà Barbastro) és un municipi aragonès de la província d'Osca.
La ciutat es troba en la unió dels rius Cinca i Vero. Originalment és possible que s'anomenés Bergidum o Bergiduna. El seu nom en llatí era Barbastrum o Civitas Barbastrensis. En època romana era part de la província Tarraconense.
La temperatura mitjana anual és de 13,8 °C i les precipitacions anuals són pròximes a 500 mm.

## Entitats de població
- Burceat: llogaret situat a 463 metres sobre el nivell del mar. L'any 1991 tenia 18 habitants.[2]
- Cregenzán: està situat a 481 metres d'altitud, entre Costean[3] i Burceat. L'any 1991 el llogaret tenia 90 habitants. Celebra les seves festes el 15 d'agost.[4]

## Història
Ciutat ocupada pels àrabs des dels primers anys de la conquesta de la península, forma part de la línia defensiva d'Ath-Thaghr al-Alà, la marca Superior amb Washka (Osca) de la qual estava a 50 km, Làrida (Lleida) i Saraqusta (Saragossa). El 1006, en una expedició a Pamplona, és esmentada com la darrera plaça en terra de l'islam.

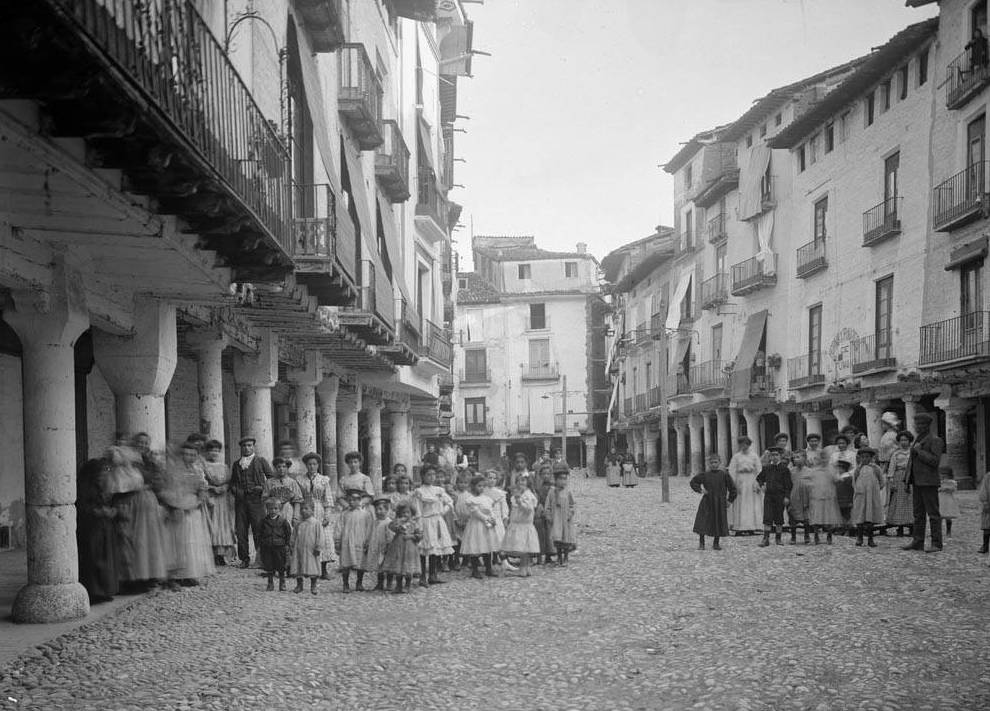
Plaça Major porxada de Barbastre, cap a 1911

Després de la derrota a la batalla de Graus la primavera de 1063 en què va morir Ramir I d'Aragó, el seu fill Sanç I d'Aragó i Pamplona va atacar la ciutat de Barbastre el 1064 (ciutat que pertanyia als Banu Hud de Saragossa, i va tenir l'ajut normand de Robert Crespin i d'Ermengol III d'Urgell. Els cristians tenien un exèrcit de 40.000 homes i el setge va durar un mes. La ciutat fou concedida en feu a Ermengol III d'Urgell.
Dos anys més tard, Ahmed I ben Sulaiman al-Muktadir va reconquerir la ciutat, i en aquesta nova batalla Ermengol III va morir (1066).
L'any 1100 fou finalment conquerida per Pere I d'Aragó i Pamplona, el d'Osca, i unida al regne d'Aragó.
Barbastre va ser seu d'una comanda hospitalera de la Castellania d'Amposta.

## Monuments
- Catedral de Santa Maria de l'Assumpció.
- Palau Episcopal.
- Palau dels Argensola

## Persones il·lustres
- Eusebi Freixa i Rabassó
- Teodoro Valdovinos, compositor i flautista.
- Màrius Díaz i Bielsa, alcalde de Badalona.
- Josepmaria Escrivà de Balaguer